# San-Gavino-di-Tenda
San-Gavino-di-Tenda (kors. San Gavinu di Tenda) – miejscowość i gmina we Francji, w regionie Korsyka, w departamencie Górna Korsyka.
Według danych na rok 1990 gminę zamieszkiwało 47 osób, a gęstość zaludnienia wynosiła 1 osób/km².